# ۸۱۸ (قمری)
۸۱۸ (قمری)، هشتصد و هجدهمین سال در گاهشماری هجری قمری است. اول محرم این سال برابر با بیست و دوم مارس سال ۱۴۱۵ میلادی است.

## وابسته
- جامع‌الالحان
- وطاسیان